# Parafia Najświętszego Serca Pana Jezusa w Starogardzie Gdańskim
Parafia Najświętszego Serca Pana Jezusa w Starogardzie Gdańskim – rzymskokatolicka parafia należąca do  dekanatu Starogard Gdański, diecezji pelplińskiej.

## Obszar parafii
Na obszarze parafii leżą ulice w Starogardzie Gdańskim: Bpa K. Dominika, Derdowskiego, Dobrzańskiego, Kalinowskiego, Kleeberga, Kryzana, Kutrzeby, Kwiatowa, Łąkowa, Obrońców Poczty Gdańskiej, Płk. Dąbka, Poprzeczna, Skarszewska, Starzyńskiego, Sucharskiego, Unruga, Żytnia